# Превег
Превег (на словенски: Preveg) е село в Словения, регион Средна Словения, община Лития. Според Националната статистическа служба на Република Словения през 2015 г. селото има 28 жители.